# レプリコン
レプリコン（replicon）は、単一の複製起点から複製されるDNA分子またはRNA分子、あるいはDNAまたはRNAの領域のことである。

## 原核生物
ほとんどの原核生物の染色体では、レプリコンは染色体全体である。古細菌から見つかった注目すべき例外の一つは、2つのスルフォロブス属（Sulfolobus）種が3つのレプリコンを持っていることが明らかになった。複数のレプリコンを保有していることが確認されている細菌種の例にはRhodobacter sphaeroides(2)、コレラ菌（Vibrio cholerae）、およびBurkholderia multivorans(3)がある。これらの「二次」（または三次）染色体は、真の染色体とプラスミドの中間的な分子と表現されることが多く、「クロミド」（chromid）と呼ばれることもある。さまざまなアゾスピリルム属（Azospirillum）が、7つのレプリコンを保有しており、たとえばアゾスピリルム・リポフェルム（Azospirillum lipoferum）は、1つの細菌染色体、5つの染色体、および1つのプラスミドを持っている。プラスミドやバクテリオファージは通常、単一のレプリコンとして複製されるが、グラム陰性菌の大型プラスミドは複数のレプリコンを持つことが示されている。

## 真核生物
真核生物の染色体では、1本の染色体に複数のレプリコンが存在する。ミトコンドリアの場合、レプリコンは2つの別々の起点を持つ一方向複製を使用しているため、レプリコンの定義はやや混乱している。

## 参照項目
- 複製起点
- DNA複製#レプリコン